# Elecciones federales de México de 2006 en Quintana Roo
Las elecciones federales de México de 2006 en Quintana Roo, son las elecciones que se celebraron en México el día domingo 2 de julio de 2006 y en el cual fueron renovados los siguientes cargos de elección popular:
- Presidente de la República. Jefe de Estado y de Gobierno de México, electo para un periodo de seis años sin posibilidad de reelección, y que comenzó su gobierno el 1 de diciembre de 2006.
- 3 senadores. Miembros de la cámara alta del Congreso de la Unión, 3 por cada estado de la federación, electos de manera directa, todos ellos por un periodo de seis años que comenzó el 1 de septiembre de 2006.
- 3 diputados Federales. Miembros de la cámara baja del Congreso de la Unión, 3 electos de manera directa por cada distrito uninominal, todos por un periodo de tres años, que comenzó el 1 de septiembre de 2006.

## Presidente de la República
|  | 38.33 % |

|  | 28.90 % |

|  | 27.24 % |

|  | 2.28 % |

|  | 0.72 % |

|  | 97.47 % |

|  | 1.82 % |

|  | 0.71 % |

|  | 57.07 % |

## Senado de la República

### Senadores electos
| Candidato                            | Partido | Partido                              | Principio       |
| ------------------------------------ | ------- | ------------------------------------ | --------------- |
| Pedro Joaquín Coldwell               |         | Partido Revolucionario Institucional | Primera Fórmula |
| Nohemí Ludivina Menchaca Castellanos |         | Partido Verde Ecologista de México   | Segunda Fórmula |
| José Luis Máximo García Zalvidea     |         | Partido de la Revolución Democrática | Primera Minoría |

### Resultados por principio de Mayoría Relativa
|  | 37.88 % |

|  | 30.14 % |

|  | 24.07 % |

|  | 4.08 % |

|  | 1.53 % |

|  | 97.70 % |

|  | 2.06 % |

|  | 0.24 % |

### Resultados por principio de Representación Proporcional
|  | 37.58 % |

|  | 30.06 % |

|  | 24.49 % |

|  | 4.04 % |

|  | 1.56 % |

|  | 97.73 % |

|  | 2.04 % |

|  | 0.23 % |

## Cámara de Diputados

### Diputados electos
| Distrito | Candidato                   | Partido | Partido                              | Principio        |
| -------- | --------------------------- | ------- | ------------------------------------ | ---------------- |
| 1        | Sara Latife Ruiz Chávez     |         | Partido Revolucionario Institucional | Mayoría relativa |
| 2        | Eduardo Espinosa Abuxapqui  |         | Partido Revolucionario Institucional | Mayoría relativa |
| 3        | Yolanda Garmendia Hernández |         | Partido Acción Nacional              | Mayoría relativa |

### Resultados por principio de Representación Proporcional
|  | 38.76 % |

|  | 29.98 % |

|  | 24.31 % |

|  | 3.14 % |

|  | 1.51 % |

|  | 97.70 % |

|  | 2.05 % |

|  | 0.25 % |

### Resultados por principio de Mayoría Relativa
|  | 38.80 % |

|  | 29.99 % |

|  | 24.26 % |

|  | 3.14 % |

|  | 1.51 % |

|  | 97.69 % |

|  | 2.06 % |

|  | 0.25 % |

#### Distrito 1. Solidaridad
|  | 37.66 % |

|  | 31.80 % |

|  | 24.68 % |

|  | 2.35 % |

|  | 1.46 % |

|  | 97.94 % |

|  | 1.78 % |

|  | 0.28 % |

#### Distrito 2. Othon P. Blanco
|  | 51.73 % |

|  | 25.94 % |

|  | 16.20 % |

|  | 2.61 % |

|  | 0.72 % |

|  | 97.20 % |

|  | 2.65 % |

|  | 0.15 % |

#### Distrito 3. Benito Juárez
|  | 32.50 % |

|  | 32.33 % |

|  | 26.09 % |

|  | 4.61 % |

|  | 2.43 % |

|  | 97.95 % |

|  | 1.74 % |

|  | 0.31 % |